# Ingo Osterloh
Ingo Osterloh (* 1921; † 1986 in Berlin-Kladow) war ein deutscher Schauspieler und Synchronsprecher.

## Leben
Osterlohs künstlerischer Schwerpunkt lag auf der Arbeit an Berliner Bühnen wie dem Hebbel-Theater und den Kammerspielen, wo er beispielsweise den Pylades in Agamemnons Tod, dem zweiten Teil von Gerhart Hauptmanns Atriden-Tetralogie spielte. In der Berliner Uraufführung von Bert Brechts Mutter Courage verkörperte Osterloh den Schreiber.
In Film- und Fernsehproduktionen war Osterloh hingegen seltener zu sehen. Er spielte beispielsweise in der DEFA-Satire Der Hauptmann von Köln und verkörperte Alexei Iwanowitsch Rykow in der Reihe Bürgerkrieg in Rußland. Einem breiten Publikum wurde Osterloh als pensionierter Lehrer und passionierter Schmetterlingssammler in den ersten drei Staffeln von Peter Lustigs Kinderreihe Löwenzahn bekannt.
Außerdem arbeitete Osterloh umfangreich in der Filmsynchronisation und lieh seine Stimme unter anderem John Bartha in Buddy haut den Lukas, Ian Wilson in Ist ja irre – Cäsar liebt Cleopatra, Gérard Jugnot in Die Herren Dracula, Claudio Ruffini in Beichtet Freunde, Halleluja kommt und Keenan Wynn in Orca – Der Killerwal.

## Filmografie (Auswahl)
- 1956: Der Hauptmann von Köln
- 1967: Bürgerkrieg in Rußland, erster Teil: Revolutionsjahr 1917
- 1981–1983: Löwenzahn

## Theater
- 1948: William Shakespeare: Maß für Maß – Regie: Wolfgang Langhoff (Deutsches Theater Berlin – Kammerspiele)
- 1949: Johann Wolfgang von Goethe: Faust. Eine Tragödie (Erdgeist) – Regie: Wolfgang Langhoff (Deutsches Theater Berlin)
- 1949: Friedrich Wolf: Tai Yang erwacht (Soldat) – Regie: Wolfgang Langhoff (Deutsches Theater Berlin)
- 1951: Juri Burjakowski: Julius Fucik – Regie: Wolfgang Langhoff (Deutsches Theater Berlin)
- 1953: Roger Vailland: Colonel Foster ist schuldig (Soldat Joe) – Regie: Herwart Grosse/Wolfgang Langhoff (Deutsches Theater Berlin – Kammerspiele)
- 1956: Peter Hacks: Eröffnung des indischen Zeitalters – Regie: Ernst Kahler (Deutsches Theater Berlin)
- 1957: Emmanuel Roblès: Montserrat (Morales) – Regie: Ernst Kahler (Deutsches Theater Berlin – Kammerspiele)
- 1961: Friedrich Wolf: Beaumarchais oder Die Geburt des Figaro (Beaumarchais) – Regie: Rudi Kurz (Volksbühne Berlin)

## Synchronrollen (Auswahl)
Quelle: Deutsche Synchronkartei
| Schauspieler         | Film/Serie                                                    | Rolle                                |
| -------------------- | ------------------------------------------------------------- | ------------------------------------ |
| Alejandro Camacho    | Satisfaction                                                  | Obediente                            |
| Celestin             | Die Spielregel                                                | Küchengehilfe                        |
| David Fresco         | Auf leisen Sohlen kommt der Tod                               | John Vicenzo                         |
| Davy Kaye            | Ist ja irre – Der dreiste Cowboy (2. Synchro für ZDF in 1986) | Josh                                 |
| Florencio Amarilla   | El Condor                                                     | Aguila                               |
| George Lindsey       | Bernard und Bianca – Die Mäusepolizei                         | Maulwurf                             |
| Gérard Jugnot        | Die Herren Dracula                                            | Mann                                 |
| Gil Perkins          | Batman hält die Welt in Atem                                  | Blaubart                             |
| Giovanni Cianfriglia | Zwei wie Pech und Schwefel                                    | Schläger in Turnhalle                |
| Gordon Jackson       | Spion zwischen zwei Fronten                                   | British Sergeant Questioning Chapman |
| Ian Wilson           | Ist ja irre – 'Ne abgetakelte Fregatte (Synchro im Jahr 1986) | alter Sänftenträger                  |
| John Bartha          | Buddy haut den Lukas                                          | Cop                                  |
| John Hawker          | Murphys Gesetz                                                | Hotelgast                            |
| Jon Lormer           | Der Kopfgeldjäger (Fernsehserie)                              | Jack, Stallknecht                    |
| Keenan Wynn          | Ein Sprung in der Schüssel                                    | Fischer                              |
| Leo McKern           | Mord mit doppeltem Boden                                      | Inspektor Currie                     |
| Luciano Pigozzi      | Die dunkle Macht des Sonnengottes                             | Beetle                               |
| Mark Allen           | Bonanza (Fernsehserie)                                        | Barnes                               |
| Norman Bird          | Spiel mit dem Schicksal                                       | Mr. Taylor                           |
| Osiride Pevarello    | Sie nannten ihn Plattfuß                                      | bärtiger Schläger auf der Tunis      |
| Osiride Pevarello    | Asphalt–Katze                                                 | Feuerspucker                         |
| Piero Trombetta      | Der Bomber                                                    | Mann                                 |
| Robert Rollis        | Balduin, der Trockenschwimmer (3. Synchro im Jahr 1976)       | Matrose                              |
| Sidney Marion        | Der tollkühne Jockey (Synchro im Jahr 1971)                   | Grobi–George                         |
| Tim Hudson           | Aristocats                                                    | englische Katze                      |
| Vincenzo Maggio      | Plattfuß am Nil                                               | Entführer von Conny                  |